# عبدالفتاح هونا
عبدالفتاح هونا (انگلیسی: Abdul Fattah Haona؛ زادهٔ ۲۳ فوریهٔ ۱۹۵۴) بازیکن فوتبال اهل سوریه بود.
وی به‌همراه تیم ملی فوتبال سوریه در بازی‌های المپیک تابستانی ۱۹۸۰ شرکت کرده‌است.